# Marmorosphax kaala
Marmorosphax kaala — вид сцинкоподібних ящірок родини сцинкових (Scincidae). Ендемік Нової Каледонії. 

## Поширення і екологія
Marmorosphax kaala відомі з типової місцевості, розташованих на вершині гірського масиву Каала на півночі Нової Каледонії. Вони живуть в гірських тропічних лісах, серед повалених дерев, каміння і опалого листя. Зустрічаються на висоті від 300 до 900 м над рівнем моря. Ведуть наземний, напівриючий спосіб життя.

## Збереження
МСОП класифікує цей вид як такий, що перебуває на межі зникнення. Marmorosphax kaala загрожує знищення природного середовища та хижацтво з боку інтродукованих щурів, кішок і свиней.